# Josef Brix

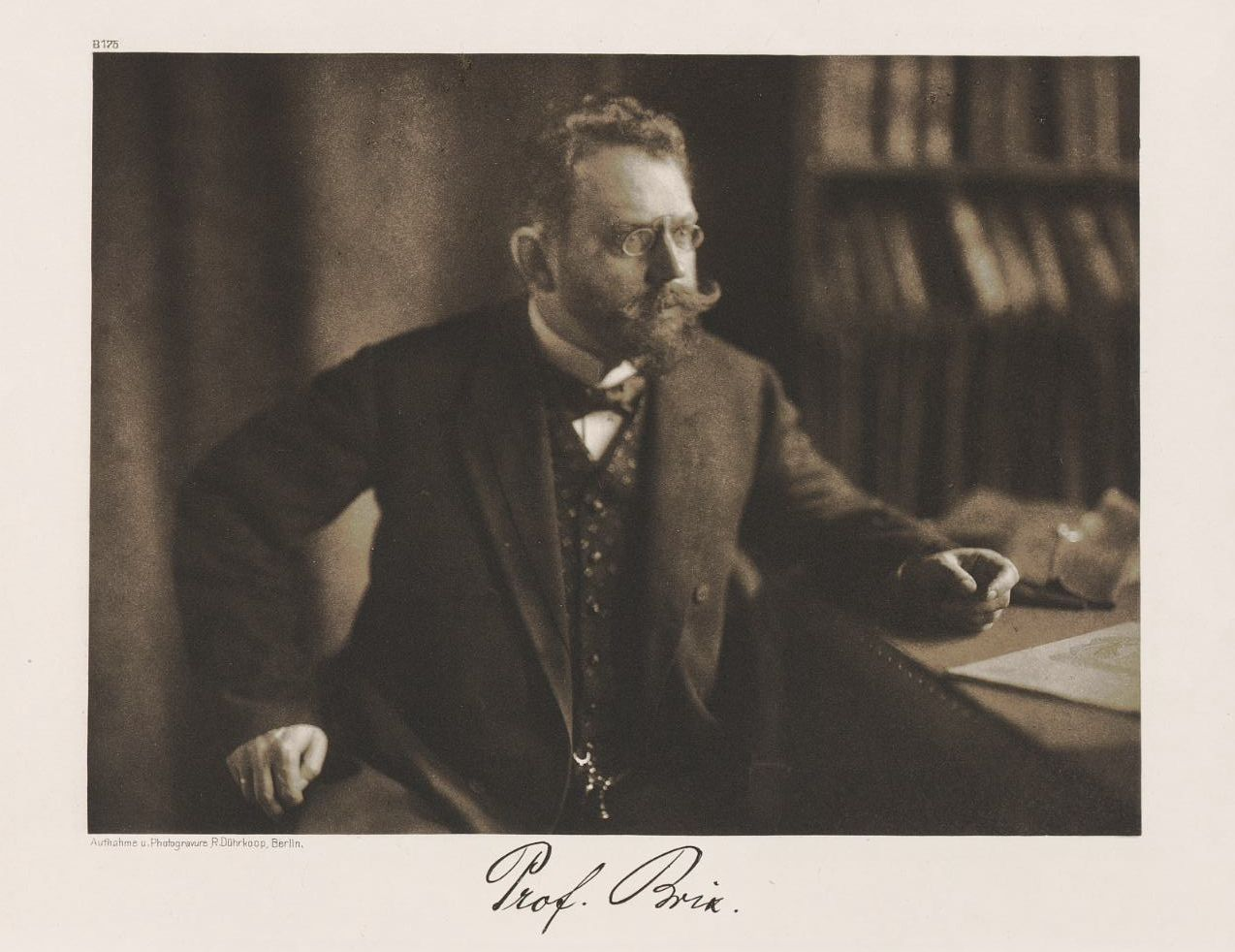
Joseph Brix, 1907, Foto von Rudolf Dührkoop

Josef Brix (* 27. Juni 1859 in Rosenheim; † 10. Januar 1943 in Berlin; auch Joseph Brix) war ein deutscher Architekt, Stadtplaner und Hochschullehrer.

## Leben
Brix war von 1895 bis 1898 zunächst als Stadtbaurat in Altona tätig, wo er ab 1897 auch die kommissarische Leitung des Stadtbauamts übernahm. In diesen Funktionen zeichnete er nicht nur für die Umgestaltung des Altonaer Bahnhofsareals im Zuge des Umbaus des vormaligen Bahnhofs zum Altonaer Rathaus (fertiggestellt 1898 nach Entwurf des Bauinspektors Emil Brandt) verantwortlich, sondern bereitete auch der Umsetzung der Stadterweiterungsplanungen Josef Stübbens für die Stadt Altona den Weg. Von 1900 bis 1907 plante Brix in Wiesbaden ein seit 2003 unter Denkmalschutz stehendes Abwasser-Kanalnetz unter Einschluss des Salzbachs.
1904 erhielt Brix dann eine Professur für Städtebau an der Technischen Hochschule (Berlin-)Charlottenburg, einen der ersten Lehrstühle dieser Art in Deutschland. Gemeinsam mit seinem Kollegen Felix Genzmer (1856–1929), der das Fach Städtebau und farbige Dekoration in der Abteilung Architektur lehrte, gründete Josef Brix im Wintersemester 1907/1908 das Seminar für Städtebau, Siedlungs- und Wohnungswesen.
In den folgenden Jahren entwickelten er und Genzmer städtebauliche Konzepte für Berlin und dessen Umgebung, die Maßstäbe setzten. Zu nennen ist insbesondere die Planung für die Gartenstadt Frohnau, die von 1908 bis 1910 errichtet wurde. Bedeutung hatte der beim Architekturwettbewerb Groß-Berlin von 1910 gemeinsam mit Genzmer eingereichte und mit einem von zwei 1. Preisen ausgezeichnete Entwurf mit dem Motto „Denk an künftig“.
Brix erhielt den Titel eines Geheimen Regierungsrats und wurde 1918 Rektor und ein Jahr später Prorektor der Technischen Hochschule Charlottenburg. Außerdem war er Mitglied der Preußischen Akademie des Bauwesens.
Josef Brix starb Anfang 1943 im Alter von 83 Jahren in Berlin. Sein Grab auf dem Friedhof Heerstraße in Berlin-Westend ist nicht erhalten.
Der Brixplatz im Ortsteil Westend des Berliner Bezirks Charlottenburg-Wilmersdorf ist nach ihm benannt, ebenso die Josef-Brix-Straße im Wiesbadener Stadtteil Biebrich und der Professor-Brix-Weg in Hamburg-Altona. Seit 2011 trägt der Josef Brix und Felix Genzmer Park in Berlin-Frohnau seinen Namen und den seines Kollegen.

## Seminar für Städtebau
Brix und Genzmer leiteten ab dem Wintersemester 1907/1908 das Seminar für Städtebau an der Technischen Hochschule Charlottenburg mit jeweils acht Veranstaltungen mit eigenen oder Gastvorträgen im Jahr. Hierzu wurden bekannte Referenten wie Reinhard Baumeister, Rudolf Eberstadt, Josef Stübben, Albert Erich Brinckmann, Philipp Rappaport und andere eingeladen. Die Städtebaulichen Vorträge wurden in Vortragszyklen beim Ernst & Sohn veröffentlicht und waren seinerzeit die ersten grundlegenden Publikationen zum Themenfeld Städtebau.

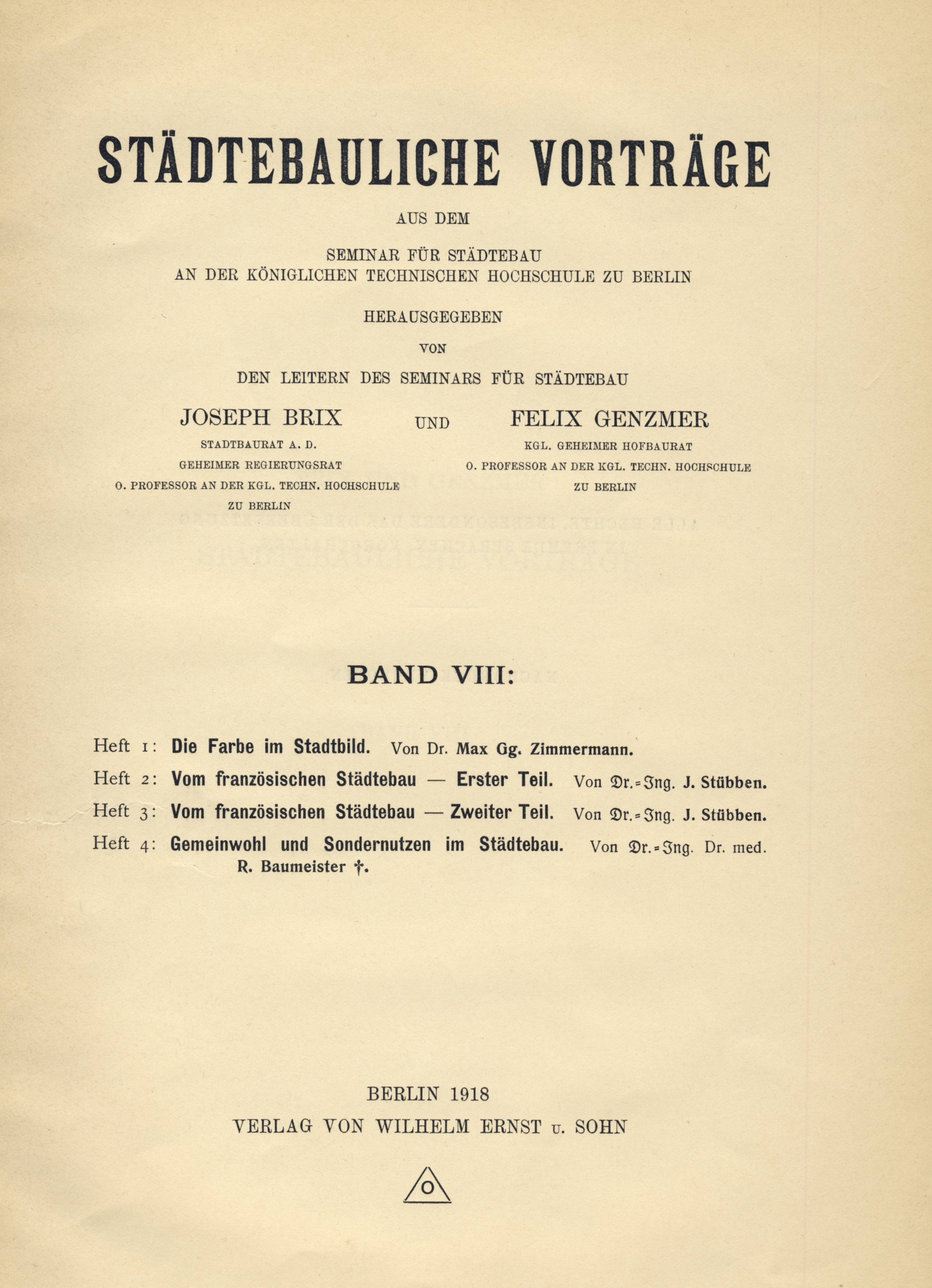
Städtebauliche Vorträge
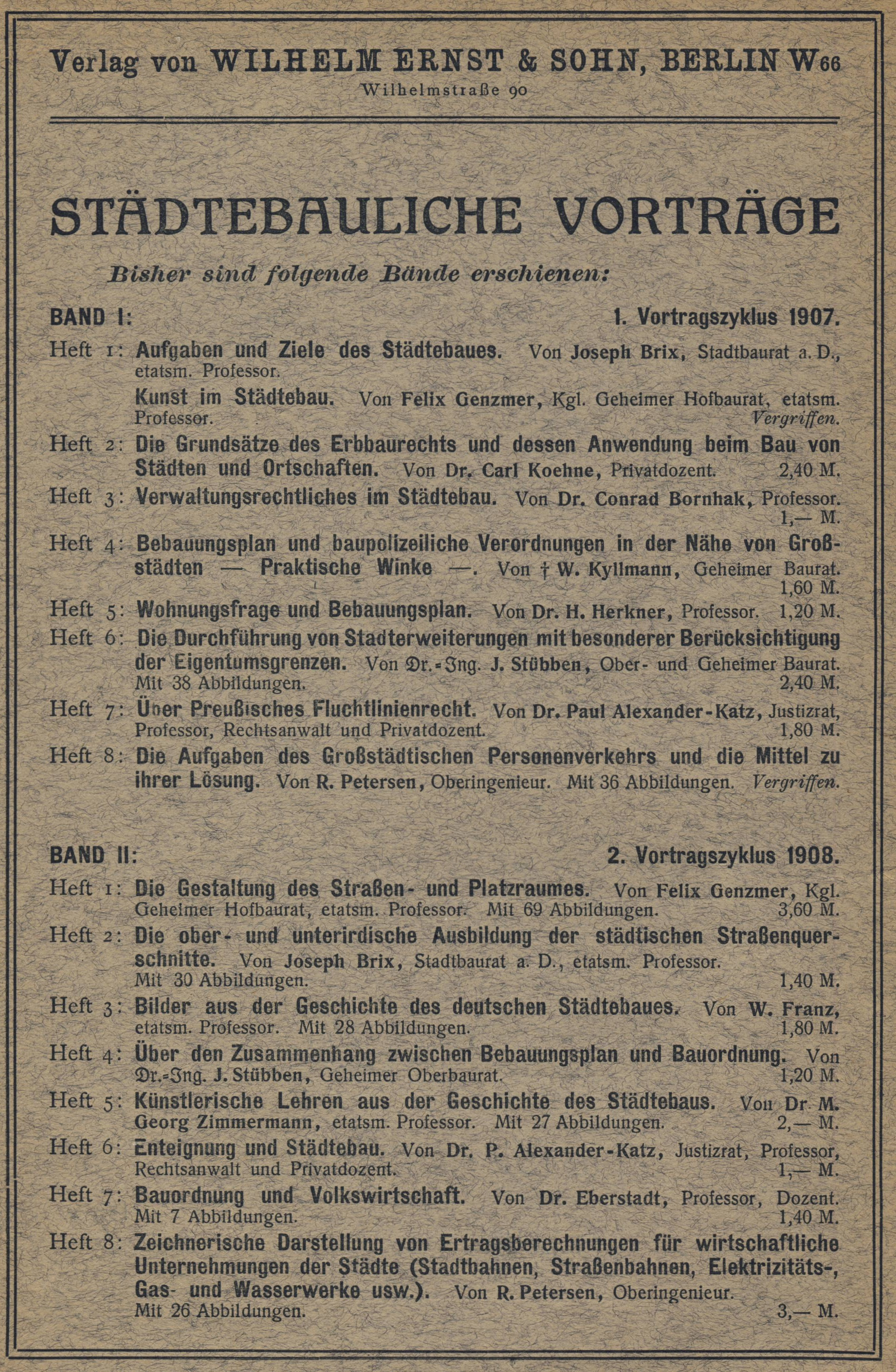
Themen 1907/1908
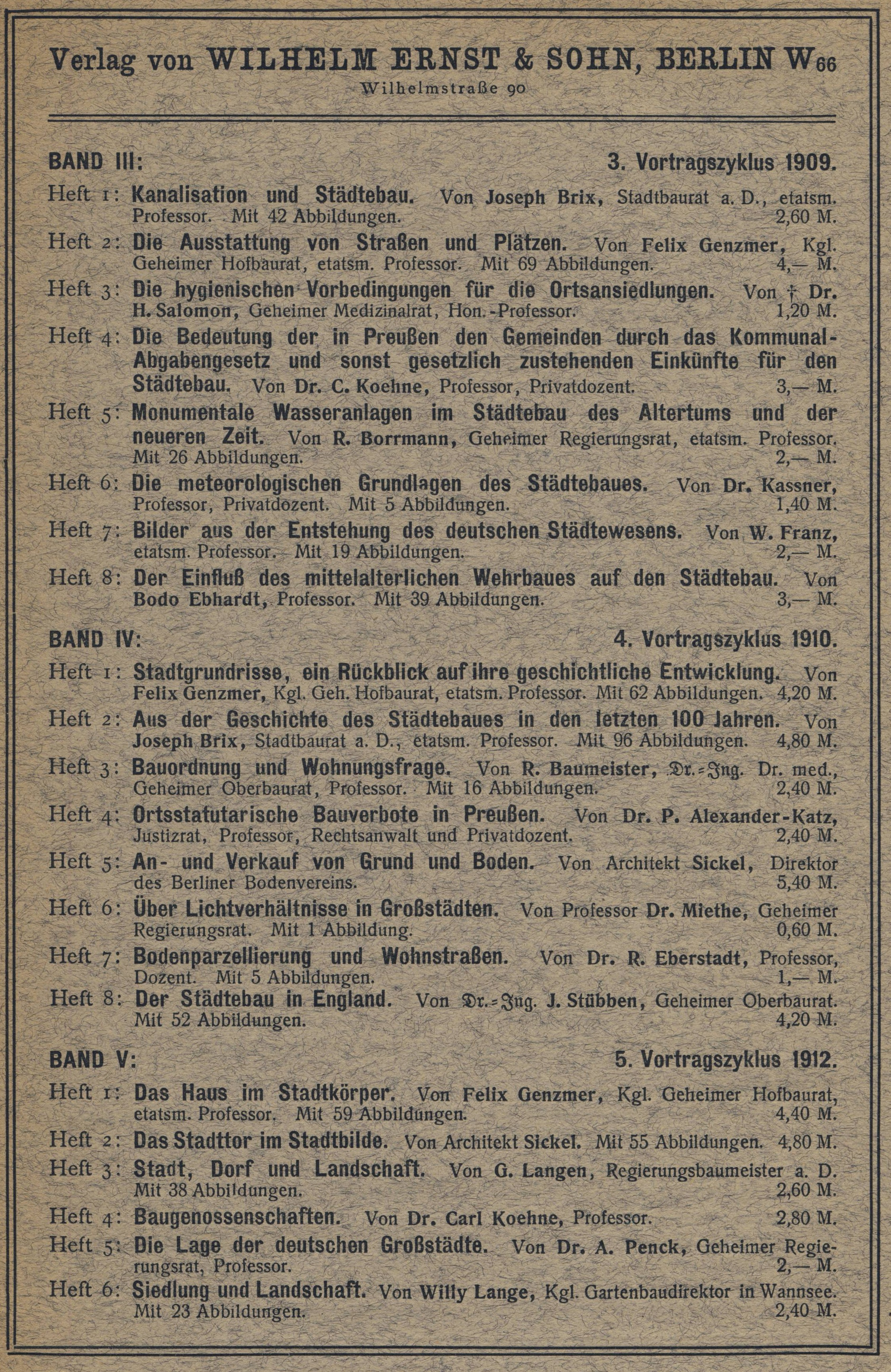
Themen 1909/1910/1911
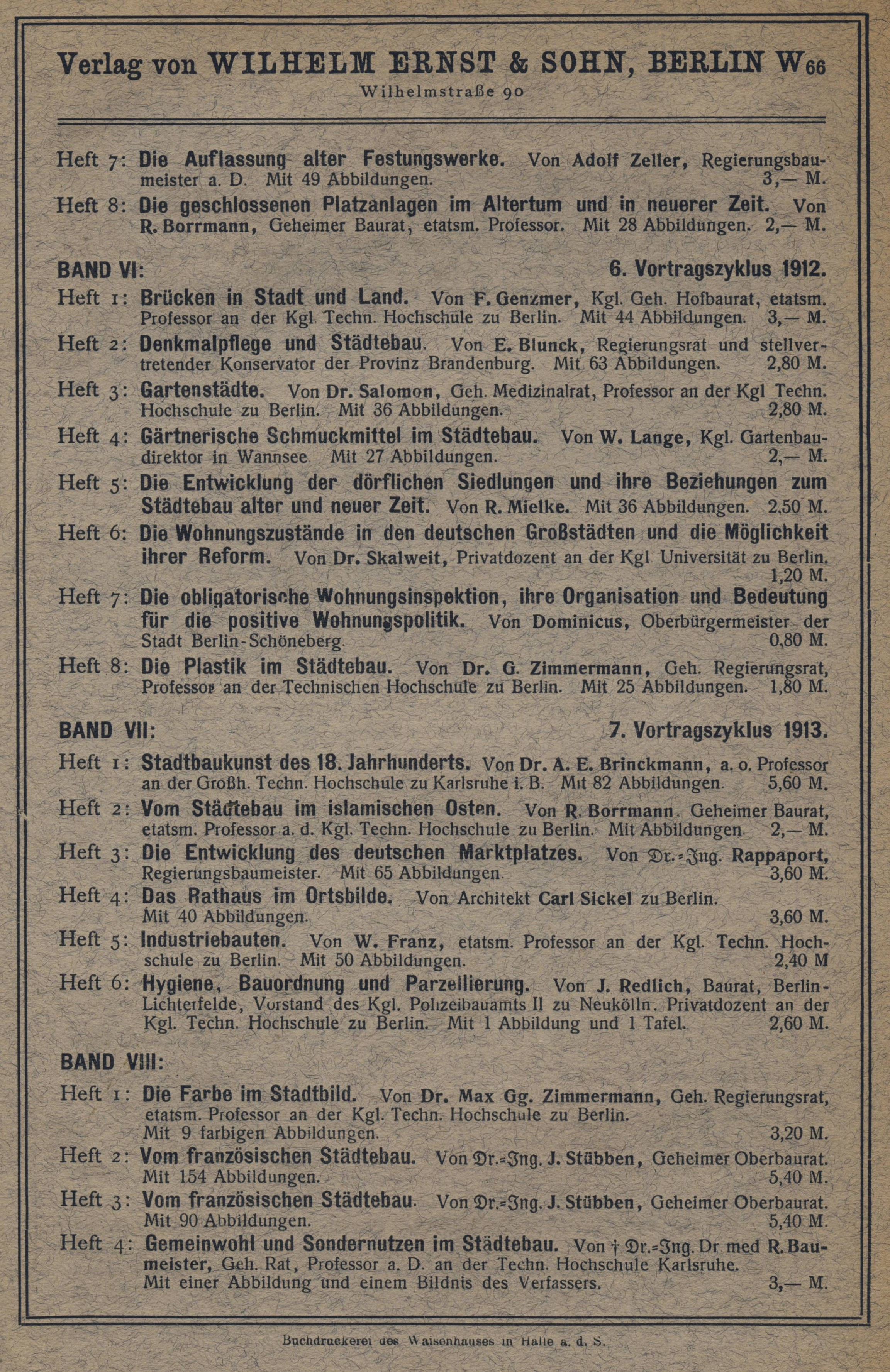
Themen 1912/1913/1914